# Brady Gilmore
Brady Gilmore (* 14. April 2001 in Kalgoorlie) ist ein australischer Radrennfahrer, der im Straßenradsport aktiv ist.

## Sportlicher Werdegang
Bis dahin international überhaupt nicht in Erscheinung getreten, wurde Gilmore bei den Ozeanien-Meisterschaften im Straßenradsport 2022 überraschend im gemeinsamen Straßenrennen der Elite und U23 Zweiter und gewann damit den Titel in der U23. Daraufhin wurde er Mitglied in der Australian Cycling Academy, mit der er erstmals auch an Rennen in Europa teilnahm. Bei den Ozeanien-Meisterschaften 2023 wurde er erneut Zweiter im Straßenrennen, zudem sicherte er sich den Titel im Einzelzeitfahren der U23.
Nachdem Gilmore in der Saison 2023 bereits als Stagiaire für das Team Israel-Premier Tech gefahren war, wurde er im September 2024 zunächst Mitglied in der Israel Premier Tech Academy. Anfang 2025 wurde er mehrfach im UCI ProTeam eingesetzt, für das er zunächst zwei Etappenerfolge bei der Tour du Rwanda erzielte und anschließend eine Etappe und die Gesamtwertung der Tour de Taiwan gewann. Der Gewinn der vierten Etappe und der Gesamtwertung des Circuit des Ardennes 2025 waren die ersten Erfolge seiner Karriere in Europa.

## Erfolge
2022
- Ozeanien-Meister – Straßenrennen (U23)

2023
- Ozeanien-Meister – Einzelzeitfahren (U23)
- Ozeanienmeisterschaften – Straßenrennen
- Ozeanienmeisterschaften – Straßenrennen (U23)

2025
- zwei Etappen Tour du Rwanda
- Gesamtwertung und eine Etappe Tour de Taiwan
- Gesamtwertung, eine Etappe und Punktewertung Circuit des Ardennes
- eine Etappe Portugal-Rundfahrt